# Alfred Dunet

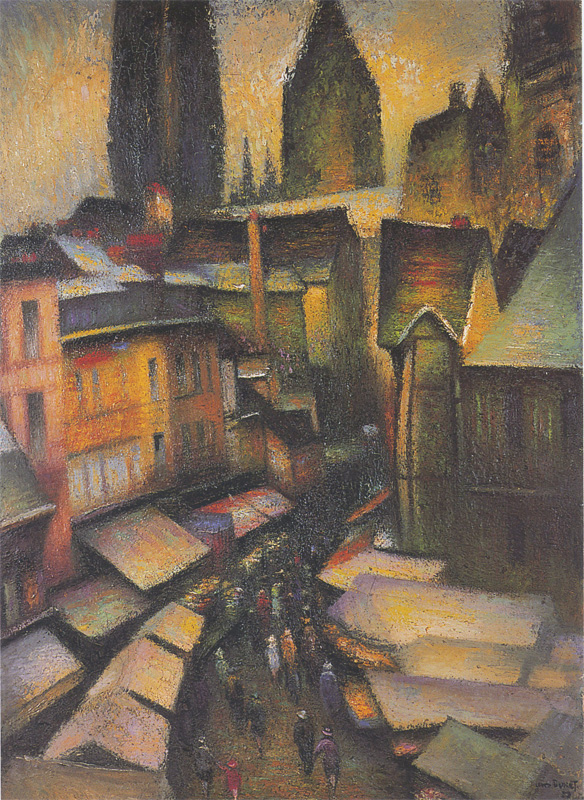
La Rue de l'Épicerie, Rouen, 1932. Musée des Beaux-Arts de Rouen

Alfred Edouard Dunet (* 14. September 1889 in Rouen; † 7. Oktober 1939 in Issé, Loire-Atlantique) war ein französischer Maler der École de Rouen.

## Leben
Alfred Dunets Vater, ein Angestellter, und seine Mutter, Marie Maréchal, lebten in der Rue Victor in Rouen. Im Alter von fünf Jahren erkrankte Alfred schwer an Coxalgie, die ihn mehrere Monate ans Bett fesselte und zu einer dauerhaften Behinderung führte. Er besuchte zunächst die Ecole Primaire Supérieure in der Rue St-Lô und ab dem zwölften Lebensjahr die Ecole Régionale des Beaux-Arts in Rouen, wo er unter der Leitung von Philippe Zacharie die Grundlagen des Zeichnens erlernte. 
Trotz seiner Behinderung entschied sich Alfred für den Beruf des technischen Zeichners, um eine feste Anstellung zu haben. 1907 begann er bei einem Textilfabrikanten in Déville-lès-Rouen zu arbeiten. Mit achtzehn Jahren zog er nach Lyon, kehrte aber bald nach Rouen zurück, da er sich dort nicht wohl fühlte. Zurück in Rouen setzte er seine Ausbildung an der Ecole des Beaux-Arts fort und gewann mehrere Preise, darunter den ersten Preis für die Zeichnung nach der Antike und Dekor Kompositionen.
Im Jahr 1919 heiratete Alfred Eugénie Carotice Lefebvre. Während und nach dem Ersten Weltkrieg stellte er seine Werke mehrfach aus, darunter stimmungsvolle Ansichten von Rouen. 1922 hatte er seine erste Einzelausstellung in Rouen, wo er für seine Stillleben und Stadtansichten gelobt wurde. Er beschloss, nach Paris zu ziehen, um sich dort als Künstler zu etablieren. In Paris malte er vor allem Szenen vom Montmartre und stellte in verschiedenen Salons aus.
Eine schwere Krankheit zwang Alfred 1927, nach Rouen zurückzukehren, aber nach seiner Genesung kehrte er 1932 nach Paris zurück. Er nahm weiterhin an zahlreichen Ausstellungen sowohl in Rouen als auch in Paris teil und entwickelte seinen Stil weiter. Ab 1934 war er Mitglied der Gruppe „Les Seize“ und stellte regelmäßig in Rouen aus.
Alfred Dunet starb am 7. Oktober 1939 im Alter von 50 Jahren in Issé, Loire-Atlantique, wohin er sich zu Beginn des Zweiten Weltkriegs zurückgezogen hatte. Seine Werke, vor allem seine Stillleben und Stadtansichten, bleiben hoch geschätzt.